# Wilco Zuijderwijk
Wilhelmus Gerardus "Wilco" Zuijderwijk (nascido em 2 de outubro de 1969) é um ex-ciclista holandês que competia em provas de ciclismo de pista.
Zuijderwijk competiu representando os Países Baixos na corrida por pontos e perseguição por equipes nos Jogos Olímpicos de Sydney 2000, terminando na sétima e décima oitava posição.